# Gondreville (Meurthe-et-Moselle)
Gondreville település Franciaországban, Meurthe-et-Moselle megyében. Lakosainak száma 2643 fő (2022. január 1.). Gondreville Dommartin-lès-Toul, Fontenoy-sur-Moselle, Maron, Sexey-aux-Forges, Toul, Villey-le-Sec, Villey-Saint-Étienne és Bois-de-Haye községekkel határos.

## Népesség
A település népességének változása:
| Lakosok száma | 1274 | 1592 | 2145 | 2845 | 2871 | 2828 | 2801 | 2712 | 2672 | 2643 |
|               | 1968 | 1982 | 1990 | 2006 | 2013 | 2015 | 2017 | 2019 | 2020 | 2022 |